# Epimeteusz (księżyc)
Epimeteusz (Saturn XI) – naturalny satelita Saturna. Nazwa księżyca pochodzi od Epimeteusza, brata Prometeusza i męża Pandory w mitologii greckiej.

## Odkrycie
Został odkryty w grudniu 1966 roku przez Richarda Walkera. Trzy dni wcześniej inny astronom, Audouin Dollfus dokonał podobnej obserwacji, odkrywając księżyc Janus. Przez dwanaście lat nie było jasne, czy zaobserwowano w rzeczywistości jeden, czy dwa księżyce. Pewność co do istnienia ich obu przyniosły dopiero zdjęcia z sondy Voyager 1, która przeleciała przez system Saturna 12 listopada 1980 roku. Właściwej interpretacji tych zdjęć dokonał zespół astronomów: J. Fountain, S. Larson, H. Reitsema i B. Smith i oni także są uznawani za odkrywców tego księżyca, podobnie jak księżyca Telesto.

## Orbita
Epimeteusz krąży ruchem prostym wokół Saturna po orbicie zbliżonej do kołowej, dzieląc ją w szczególny sposób z księżycem Janusem. W 2006 roku odkryto również delikatne pasmo pyłu (pierścień) w pobliżu wspólnej orbity księżyców.

### Związek z Janusem

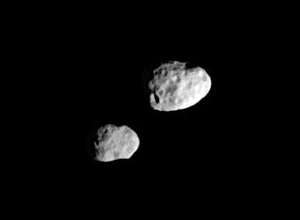
Epimeteusz (na lewo) i Janus sfotografowane 20 marca 2006, dwa miesiące po zamianie orbit. Bliskość księżyców na tym zdjęciu jest złudzeniem optycznym.

Epimeteusz i nieco większy Janus dzielą (prawie) tę samą orbitę, która znajduje się w przerwie między pierścieniami F i G Saturna. Promienie orbit tych księżyców różnią się zaledwie o 50 km. Ponieważ promień zarówno Epimeteusza jak i Janusa przekracza 50 km, wydawałoby się, że musi to nieuchronnie doprowadzić do zderzenia. Jednak podczas zbliżenia, wskutek oddziaływania grawitacyjnego między oboma ciałami, dochodzi do wymiany momentu pędu między nimi. Dzięki temu księżyc szybszy (o mniejszej orbicie) staje się księżycem wolniejszym (o większej orbicie), zanim dogoni współorbitalnego towarzysza. W ten sposób, paradoksalnie, przyciągające oddziaływanie grawitacyjne powoduje odepchnięcie się księżyców. W wyniku owej „wymiany orbit”, która nie jest ścisłą wymianą ze względu na różnicę mas, te dwa księżyce wcale się nie mijają. Największe zbliżenie wynosi ok. 10 tys. km i zachodzi co ok. 4 lata; w jego wyniku półoś wielka orbity Epimeteusza maleje/rośnie o ok. 80 km, a (czterokrotnie masywniejszego) Janusa rośnie/maleje o 20 km.
Epimeteusz wraz z Janusem, krążąc po zewnętrznej stronie pierścienia F, oraz Prometeusz od wewnętrznej strony pełnią funkcję księżyców pasterskich tego pierścienia.

## Kratery
Dwa nazwane kratery na powierzchni Epimeteusza otrzymały swoje nazwy pochodzące z mitologii greckiej w 1982 roku.
| Krater   | Pochodzenie nazwy                         |
| -------- | ----------------------------------------- |
| Hilairea | Hilairea, siostra Fojbe, córka Leukipposa |
| Pollux   | Polluks, bliźniak Kastora                 |